# Lagos Business School

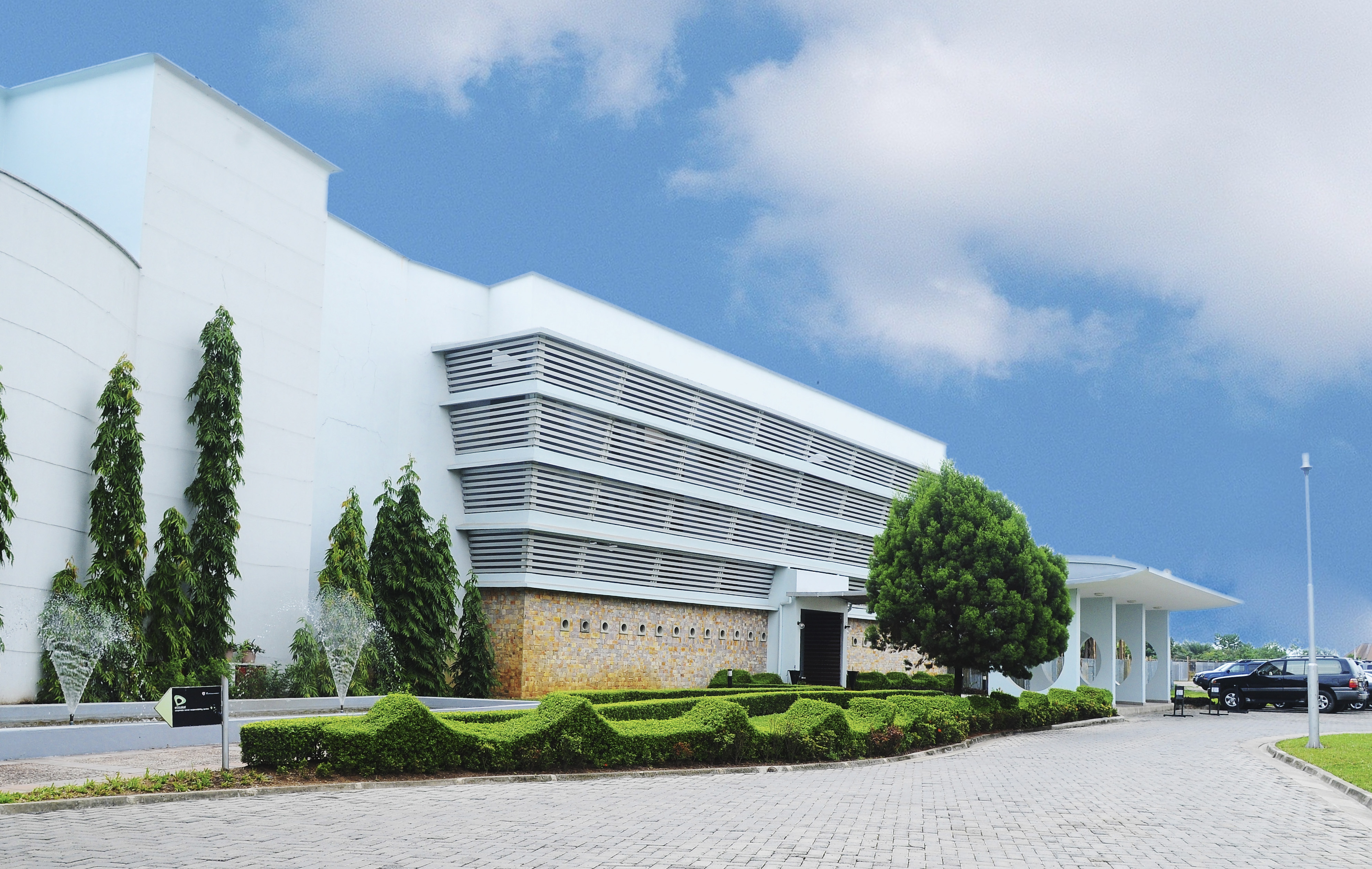
Lagos Business School - fasada

Lagos Business School (LBS) – szkoła prowadząca studia podyplomowe dla menedżerów, utworzona jako część Uniwersytetu Panatlantyckiego. Jej kampus znajdują się w Lagos. 

## Historia i działalność
Na początku, jeszcze przed założeniem uniwersytetu (2002), korzystała z doświadczenia i pomocy IESE Business School z Barcelony (1991) działając jako Centre for Professional Communications (CPC). W 1992 zmieniła nazwę na Lagos Business School (LBS). 
Jest jedną z najlepszych szkół biznesu w Afryce. Prowadzi programy typu MBA (Full-Time MBA oraz  Executive MBA - EMBA) oraz programy z zakresu Executive education. 
W grudniu 2016 LBS jako pierwsza instytucja w Afryce Zachodniej uzyskała akredytację AACSB.

## Rankingi
- Financial Times 2017 – Executive Education - Customized - 2017, 68 miejsce na świecie[4].